# امریته
امریته (امریت) (انگلیسی: Amrita) به معنی جاودانه و بی مرگ و در اساطیر ودایی و هندو اکسیر آسمانی برای جاودانگی است.

## اکسیر آسمانی
(امرته) «Amrita»، مقابل «مرته» به معنی «مرگ» از ریشهٔ «مر» به معنی «مردن» در اساطیر ودایی و هندو اکسیر آسمانی برای جاودانگی است و ریشهٔ اصلی واژهٔ یونانی «آمبروسیا» است که به معنی «مائدهٔ بهشتی» است.

## جامی از امریت
در اسطوره ای دیگر «دهن ونتری Dhanvantari» پزشک خدایان و اولین کسی که علم پزشکی (آیورودا) را رواج داد، از وسط اقیانوس با جامی از «امریت» بیرون آمد.

## دستبرد
گاه «امرته» با شیر یا یاران همسان می‌شود و دارای نیرویی است که بر مرگ غالب می‌شود. این اکسیر آسمانی مورد دستبرد و ربودن «گاروده Garuda» واقع می‌شود.

## سومه
در ویرانی دوران نخستین، بسیاری از اشیاء ارزشمند گم شدند. یکی از مهم‌ترین آنها امریت (اکسیر جاودانگی، سومه، آب حیات) یا کرهٔ اقیانوس شیر بود که نبود آن هستی مخلوقات جهان را تهدید می‌کرد.

## رشدآگاهیدر روندحیات
کسی که در خود قرار می‌یابد (sva-stha) و شبکهٔ شبهات را در هم می‌شکند و کردار و اعمال خود را نثار آموزگار مطلق می‌کند، در هر حال متمتع از آزادی حیات جاودانی «امریت» است.

## ادراک
چرخش گردونهٔ هستی بر خداوند استوار است. و ظهور پدیده‌ها و تحولات موجود هستی تنها در نتیجهٔ کشمکش میان نیروهای خیر و شر میسر می‌شود. تابش و عصاره و شهد و شربت «امریت» و فائق آمدن بر ریشه ی شرور، ادراک متعالی اقیانوس بی کرانگی را پیامد دارد.